# Rio Branco (vattendrag i Brasilien, Pará, lat -7,02, long -51,70)
Rio Branco är ett vattendrag i Brasilien.   Det ligger i delstaten Pará, i den centrala delen av landet, 1 100 km norr om huvudstaden Brasília.
I omgivningarna runt Rio Branco växer i huvudsak städsegrön lövskog. Trakten runt Rio Branco är nära nog obefolkad, med mindre än två invånare per kvadratkilometer.